# Ortografia della lingua portoghese
Il portoghese, come le altre lingue neolatine, si scrive con l'alfabeto latino. Ad esso vengono però aggiunte le vocali con quattro tipi di accenti diversi, ed a volte determinate lettere si pronunciano in modo diverso dall'italiano. 
L'alfabeto portoghese è composto da 26 lettere in questa successione: A, B, C, D, E, F, G, H, I, J, K, L, M, N, O, P, Q, R, S, T, U, V, W, X, Y, Z.
Ad esse si aggiungono inoltre le vocali con segni diacritici À, Á, Â, Ã, É, Ê, Í, Ó, Õ, Ú, Ü e la Ç

## L'accentazione delle parole
In portoghese, come in altre lingue latine, si accentano le parole che non seguono la regola generale di accentazione. Bisogna però ricordare che il portoghese distingue le vocali ed i dittonghi in quattro tipi: 
- vocali aperte ("vogais abertas") à, á, é, ó;
- vocali medie ("vogais médias") ê, ô;
- vocali chiuse ("vogais fechadas") í, ú;
- vocali nasali ("vogais nasais") â, ã, an, am, en, em, in, im, õ, on, om, un, um.

In portoghese si accentano
1) le parole tronche ("oxítonas") quando:
- terminano con le vocali aperte "a", "e", "o" o con le vocali medie "e" ed "o", eventualmente seguite da "s": vale anche per i monosillabi, purché abbiano un accento di parola (es.: "sofá", "pés", "após", "lê", "avô")
- terminano nei dittonghi "ei", "oi", "eu", in cui la vocale tonica è aperta, eventualmente seguiti da "s" (es.: "anéis", "herói", "céu")
- avendo due o più sillabe, terminano in "em" ed "ens" (es.: "alguém", "parabéns")
- terminano nelle vocali "i" ed "u" che non formano dittongo con la vocale che le precede, seguite o no da "s" (es.: "aí", "país", "baú")

2) le parole piane ("paroxítonas") quando:
- terminano in "i" od "u" seguite o no da "s" (es: "júri", "bónus" o "bônus")
- terminano in dittongo od in vocale nasale seguite o no da "s" (es.: "bênção", "órgão", "túneis", "fósseis")
- hanno "i" od "u" tonica, ma precedute da una vocale con cui non formino dittongo (es.: "baía", "ruído"). Se però la "i" o la "u" sono seguite da "nh", o da più consonanti di cui la prima appartenente alla sillaba tonica, l'accento non si segna (es.: "rainha", "Coimbra")
- l'accento cade sul dittongo "oi" in cui la "o" è aperta (es.: "jóia", "heróico")
- Nel portoghese europeo si segnano in alcuni casi gli accenti anche per distinguere parole con vocale aperta o chiusa dalle loro omografe (es.: voci verbali al perfetto come "saudámos", "secámos", "pôde", perché si distinguano da quelle del presente "saudamos", "secamos", "pode"). Nel portoghese brasiliano in casi del genere si ha invece sempre "saudamos", "secamos", "pode"

3) le parole sdrucciole ("proparoxítonas") si accentano sempre con l'accento acuto quando la vocale è aperta e con l'accento circonflesso quando la vocale è media (es.: "rápido", "fenómeno" o "fenômeno", "ânfora", "fôssemos", "área"). La parola si considera sdrucciola anche se l'accento cade sulla sillaba che precede i gruppi finali "ia", "ie", "io", "iu", "ua", "ue", "ui", "uo", seguiti o no da consonante (es.: "ignorância", "inócuos").
4) nei rarissimi casi in cui l'accento cade sulla quartultima sillaba, si aggiunge sempre l'accento grafico, acuto o circonflesso a seconda della qualità della vocale (es.: "lavávamo-nos").